# Escombradora motoritzada

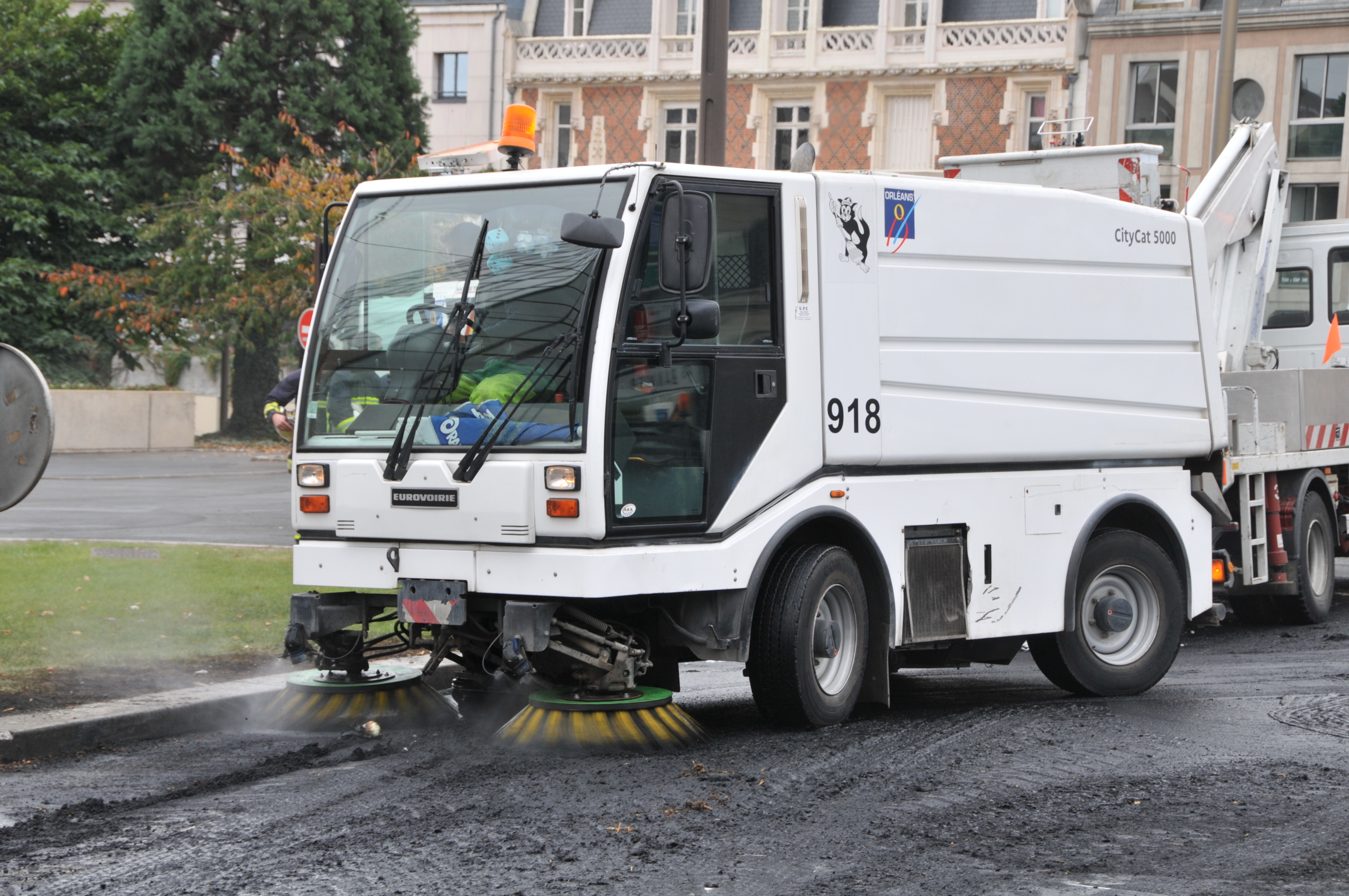
Escombradora urbana tipus aspiradora.

Una escombradora motoritzada o escombradora mecànica, és un vehicle dissenyat per a la neteja d'espais públics, principalment carreteres, però també voreres, parcs i aparcaments. Generalment està equipat amb raspalls giratoris, un dispositiu de reg i una aspiradora.

## Història

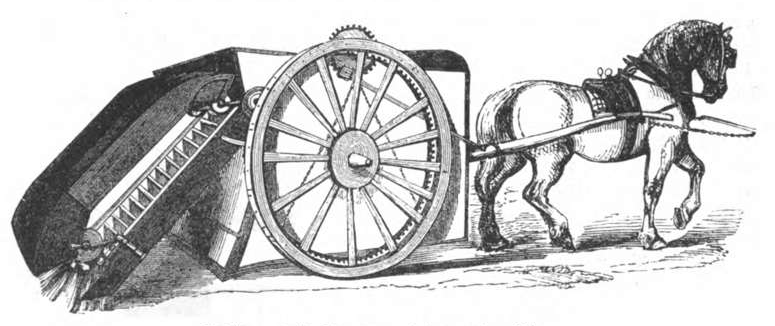
Escombradora de carreteres tirada per cavalls dissenyada per l'enginyer Joseph Whitworth el 1846.

La primera escombradora mecànica va ser inventada per l'enginyer britànic Joseph Whitworth a la dècada de 1840. La màquina va ser dissenyada amb l'objectiu d'eliminar les escombraries dels carrers de la ciutat de Manchester, que en aquell moment lluitava contra condicions ambientals insalubres.
L'escombradora Withworth està formada per una sèrie de fileres d'escombres muntades simètricament sobre dues cadenes sense fi, cadascuna estirada per dues politges sobre les quals s'enrotllen i que empenyen el fang cap endavant per transportar-lo a un bolquet
El 1865 els carrers de París van ser escombrats per la màquina Withworth perfeccionada pel Sr. Jouneau, conductor dels ponts i carreteres de Nièvre, que, amb dos eixos, separava la caixa que porta el fang de la mateixa escombradora separant els materials

## Escombradores modernes

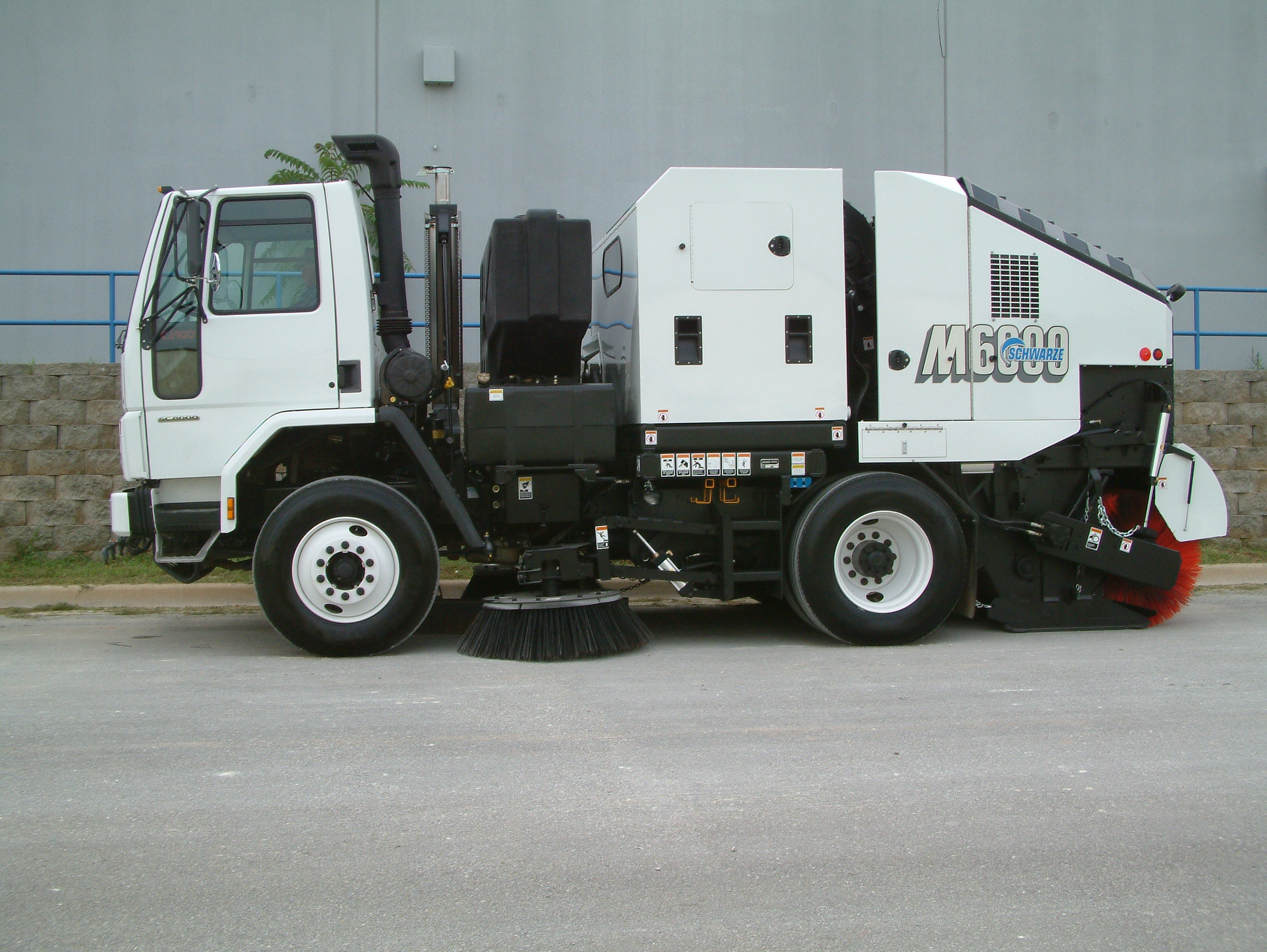
Escombradora de carrers que utilitza un sistema d'escombres i cintes transportadores.

Els dos raspalls giratoris de la part frontal capturen la major part dels residus (sorra, terra, residus, líquids), que després són empesos per una escombra mecànica o aspirats per un conducte i emmagatzemats en un contenidor a la part posterior de la màquina.

## Fabricants
- ACMAR [4]
- Aebi
- Boschung
- Bucher Industries
- CMAR
- Dulevo
- Elgin
- Fayat
- Johnston
- Madvac
- Grup Mathieu Fayat

## Galeria d'imatges

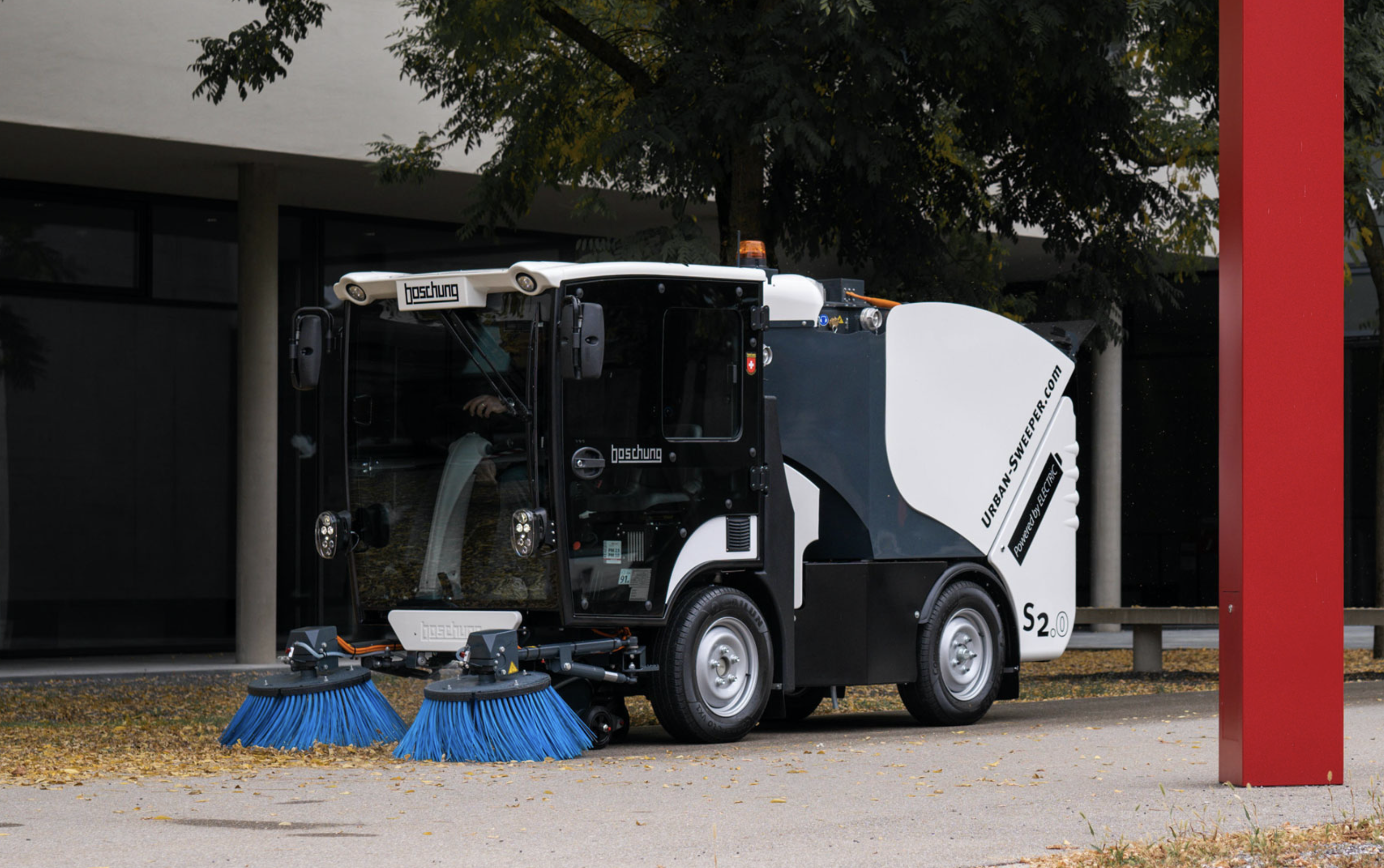
Escombradora de carrers elèctrica Boschung.
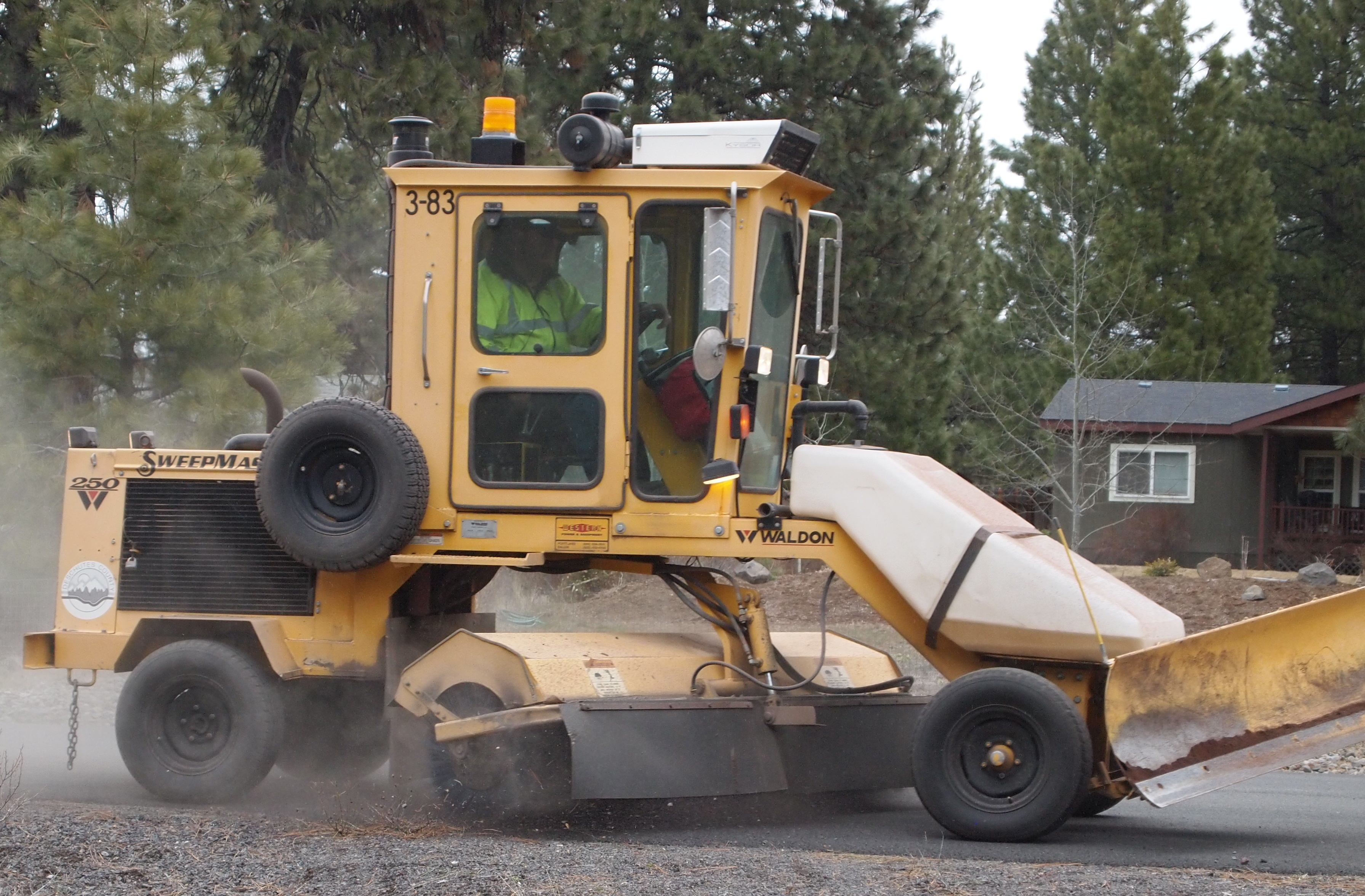
Escombradora tipus anivelladora
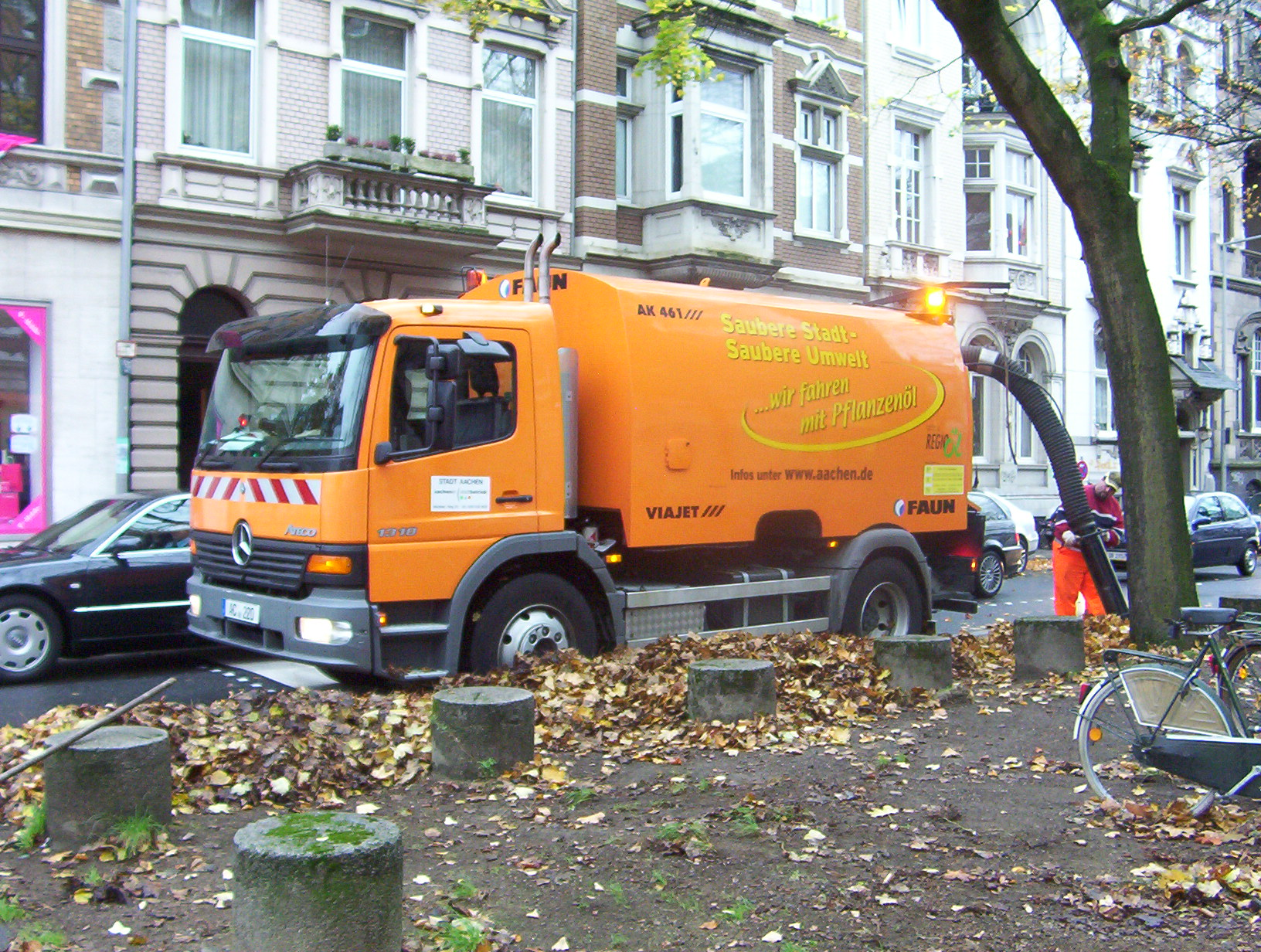
Escombradora/aspiradora amb oli vegetal a Aquisgrà, Alemanya
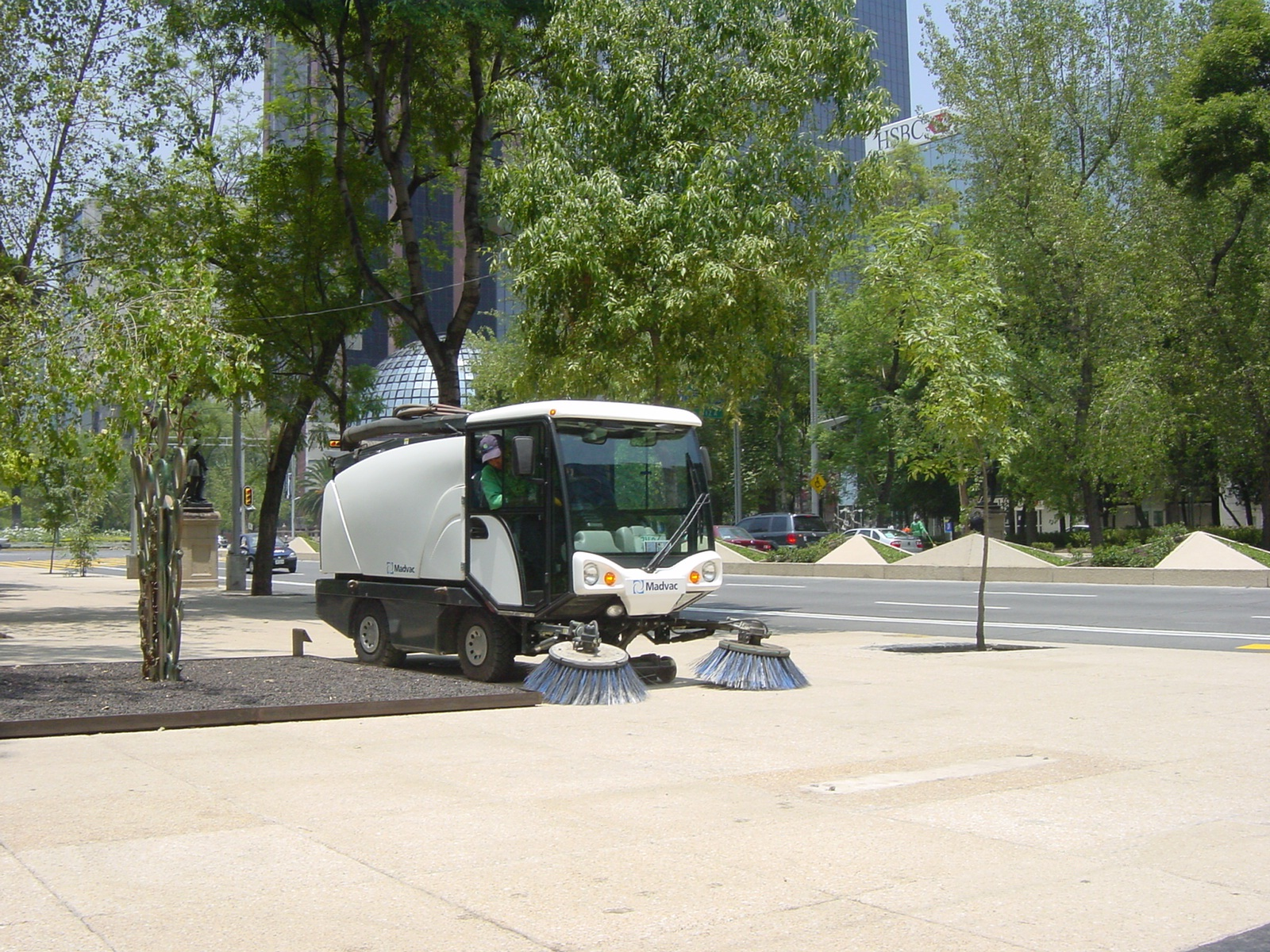
Madvac compacte canadenc, a Ciutat de Mèxic
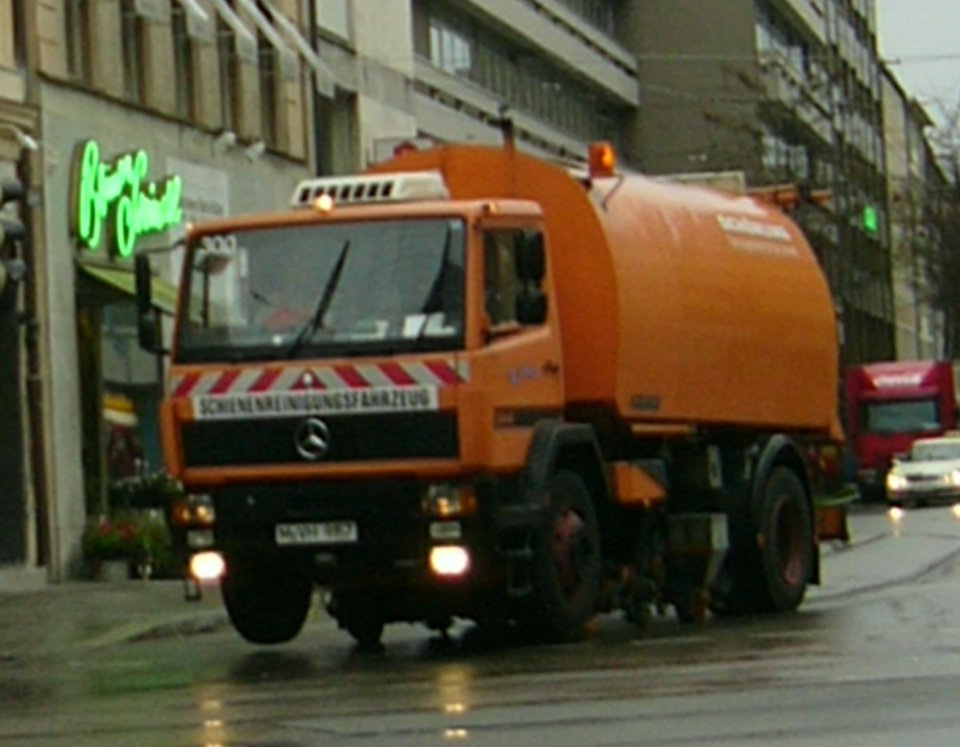
Muntat sobre rodes de tramvia